# Edmund H. Hansen
Edmund H. Hansen (Springfield, 13 de novembro de 1894 — Orange, 10 de outubro de 1962) é um sonoplasta estadunidense. Venceu o Oscar de melhor mixagem de som na edição de 1945 por Wilson e o Oscar de melhores efeitos visuais pelo filme The Rains Came.